# Warragul
Warragul è una città dell'Australia situata nel Victoria. Si trova a circa 100 km a est di Melbourne ed è il centro amministrativo della LGA della contea di Baw Baw.